# Tossal de la Montanyeta
El Tossal de la Montanyeta és una muntanya que es troba en el terme municipal de la Vall de Boí, a la comarca de l'Alta Ribagorça, i dins del Parc Nacional d'Aigüestortes i Estany de Sant Maurici.

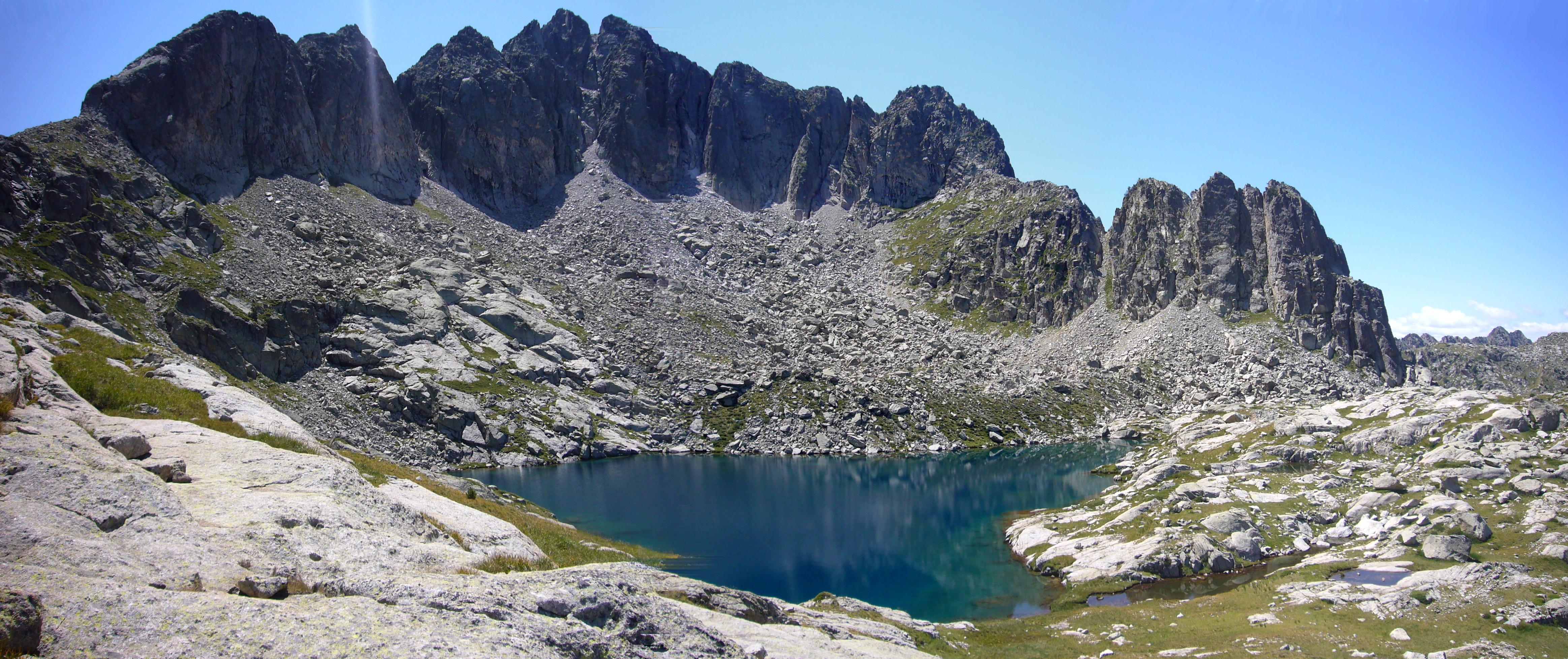
l'Estany Perdut sota el Tossal de la Montanyeta

El pic, de 2.771,4 metres, s'alça a la carena que separa la Coma dels Pescadors (E) i la Coma d'Amitges (O); amb el Coll de la Montanyeta al sud i l'Estany Perdut ald nord.
Les seves agulles van ser conquerides per primer cop pels francesos Grelier i Souriac, pels anys trenta

## Rutes[3]
El tram final s'inicia en el Coll de la Montanyeta; collada que a la que s'arriba sortint des del Refugi d'Estany Llong, ja sigui pel vessant de la Coma d'Amitges o pel de la Coma dels Pescadors, que és una mica més llarg.